# Comarca del Macizo Central (Tenerife)
La comarca del Macizo Central es una de las 11 comarcas de la isla de Tenerife (Islas Canarias, España).
Abarca el sector central de la isla. Sus límites son, salvo en el extremo noroeste donde queda limitada por la carretera TF-2228, los de los espacios naturales del parque nacional del Teide, el parque natural de la Corona Forestal, el paisaje protegido de Las Lagunetas y parte de la reserva natural especial del Chinyero. Macizo Central incluye, por tanto, las partes altas de casi todos los municipios de la isla.
Tiene una superficie total de 66.777 hectáreas.